# Fritz Meurer

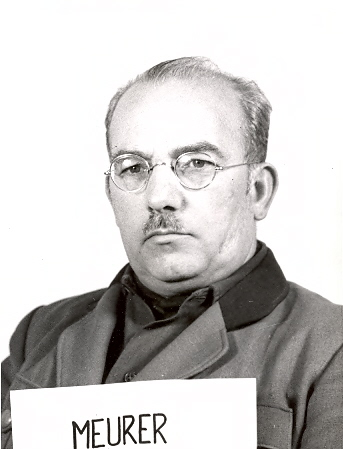
Fritz Meurer als Zeuge bei den Nürnberger Prozessen

Friedrich Wilhelm Meurer, genannt Fritz (* 30. November 1896 in Lahr/Schwarzwald; † nach 1975) war ein deutscher Offizier.

## Leben und Tätigkeit

### Frühe Jahre
In seiner Jugend besuchte Meurer von 1902 bis 1912 die Volksschule und ein Humanistisches Gymnasium. 1912 bestand er das Einjährige. Danach war er bis zum August 1914 Volontär in einer Maschinenfabrik und einem Elektrizitätswerk.
Ab August 1914 nahm Meurer als Freiwilliger am Ersten Weltkrieg teil. Am 23. September 1915 wurde er zum Leutnant der Reserve ernannt. Anschließend studierte er fünf Semester Elektrotechnik am Technikum in Mittweida. Das Ingenieurexamen bestand er 1921.
Von 1921 bis 1925 arbeitete Meurer dann als Ingenieur in den Betriebsbüros Tauberbischofsheim und Sinsheim der Badischen Landeselektrizitätsversorgung in Karlsruhe.
Im Frühjahr 1925 wurde Meurer Zivilangestellter der Reichswehr beim Wehrkreiskommando V in Stuttgart, in der Abteilung Landesschutz. Politisch gehörte er seit 1932 der NSDAP an.

### NS-Zeit bis 1944
Im Herbst 1933 trat Meurer als hauptberuflicher Funktionär in die Sturmabteilung (SA) ein, wurde dort Chef des Ausbildungswesens bei der SA-Obergruppe 5 (Frankfurt am Main) und behielt diese Stellung bis Mai 1935. Seit dem Sommer 1934 war die Organisation des Chefs des Ausbildungswesens allerdings von der SA losgelöst und bestand als selbständige Gliederung. Innerhalb der SA erreichte Meurer den Rang eines SA-Sturmbannführers.
1935 kehrte Meurer zum Militär zurück: Zum 1. Mai 1935 wurde er als Ergänzungsoffizier mit dem Dienstgrad eines Hauptmanns reaktiviert und dem Militärverwaltungswesen zugeteilt: Vom 1. Mai 1935 bis 31. Dezember 1938 tat er Dienst als Adjutant beim Wehrbezirkskommando Stuttgart 1. Während dieser Zeit wurde er am 31. Mai 1938 zum Major befördert.
Zum 1. Januar 1939 wurde Meurer zur Wehrersatz-Inspektion Karlstadt versetzt, der er bis zum Beginn des Zweiten Weltkriegs angehörte. Während des Krieges wurde er erst nach Nürnberg, dann kurzzeitig zur Division z. b. V. 13 und schließlich zum Stab der Wehrersatzinspektion Eger versetzt. Anschließend leitete er ein Durchgangslager an der Ostfront. In dieser Kriegsphase wurde er am 1. September 1941 zum Oberstleutnant und am 1. September 1944 zum Oberst befördert.

### Stabschef beim Chef des Kriegsgefangenenwesens (1944–1945)
Nach der Ernennung von Gottlob Berger zum Chef des Kriegsgefangenenwesens der Wehrmacht am 1. Oktober 1944 wählte dieser Meurer, der ein alter Freund von ihm aus seiner schwäbischen Heimat war, als seinen Stabschef aus und übertrug ihm – Streit zufolge – „im wesentlichen“ seine Dienstgeschäfte als Chef des Kriegsgefangenenwesens.
Im Dezember 1944 und Januar 1945 organisierte Meurer im Auftrag von Berger die Ermordung des kriegsgefangenen französischen Generals Mesny, der am 18. Januar 1945 von Untergebenen Meurers erschossen wurde.

### Nachkriegszeit
Nach dem Zweiten Weltkrieg wurde Meurer im Rahmen der Nürnberger Prozesse als Zeuge vernommen, wobei man insbesondere Auskünft von ihm über die Organisation des deutschen Kriegsgefangenenwesens während des Weltkrieges sowie über die Ermordung des Generals Mesny zu erlangen versuchte.
Am 28. September 1953 wurde Meurer in Paris in Abwesenheit zum Tode verurteilt. Im November 1959 wurde von deutschen Stellen Haftbefehl gegen ihn wegen seiner Rolle bei der Tötung von Mesny erlassen. Er blieb zunächst bis April 1960 in Untersuchungshaft. Im Mai legte der Oberstaatsanwalt in Essen die Anklage vor. Das Ermittlungsverfahren gegen ihn zog sich hin und wurde schließlich 1976 aufgrund von Verhandlungsunfähigkeit eingestellt.

## Familie
Meurer war verheiratet und hatte drei Kinder.